# Paraphaenocladius nemophilus
Paraphaenocladius nemophilus är en tvåvingeart som först beskrevs av Jean-Jacques Kieffer 1924.  Paraphaenocladius nemophilus ingår i släktet Paraphaenocladius och familjen fjädermyggor.
Artens utbredningsområde är Tyskland. Inga underarter finns listade i Catalogue of Life.